# Reíllo
Reíllo település Spanyolországban, Cuenca tartományban. Reíllo Arguisuelas, Monteagudo de las Salinas, Fuentes, Cañada del Hoyo és Carboneras de Guadazaón községekkel határos. Lakosainak száma 102 fő (2024).

## Népesség
A település népessége az utóbbi években az alábbiak szerint változott:
| Lakosok száma | 149  | 126  | 133  | 125  | 119  | 107  | 95   | 118  | 111  | 102  |
|               | 2001 | 2004 | 2006 | 2009 | 2011 | 2014 | 2016 | 2019 | 2021 | 2024 |